# عمرو برکات
عمرو برکات (انگلیسی: Amr Barakat؛ زادهٔ ۱ اکتبر ۱۹۹۱) یک ورزشکار اهل مصر است.